# Mariano Armendáriz del Castillo
Mariano Armendáriz del Castillo (* 12. Februar 1881 in Comitán; † 1960 in Mexiko-Stadt) war ein mexikanischer Botschafter.

## Leben
1909 war Mariano Armendáriz del Castillo Botschaftssekretär dritter Klasse in Washington, D.C. Mariano Armendáriz del Castillo war Landrat des Municipio Comitán de Domínguez und 52 Jahre im auswärtigen Dienst tätig.
Unter Primo Villa Michel war Mariano Armendáriz del Castillo 1929 Botschaftsrat in Berlin.
Mariano Armendáriz del Castillo war 1929 Geschäftsträger in Moskau, bis ihn Jesús Silva Herzog ablöste.
| Vorgänger                                      | Amt                                                                           | Nachfolger                      |
| ---------------------------------------------- | ----------------------------------------------------------------------------- | ------------------------------- |
| Antonio Hernández Ferrer                       | mexikanischer Botschafter in Havanna 31. März 1922 bis 28. Februar 1924       | Arturo de Caracho               |
| Basilio Vadillo José G. Moreno Macedonio Garza | mexikanischer Botschafter in Moskau 1929                                      | Jesús Silva Herzog              |
| Carlos Darío Ojeda Ruvira                      | mexikanischer Botschafter in Montevideo 27. Oktober 1943 bis 1. Juli 1946     | Ernesto Soto Reyes              |
| Manuel Maples Arce                             | mexikanischer Botschafter in Rom 28. September 1946 bis 16. März 1949         | Mario Garza Ramos               |
| Manuel Maples Arce                             | mexikanischer Botschafter in Budapest 28. September 1946 bis 16. März 1949    | Mario Garza Ramos               |
| José María Ortiz Tirado                        | mexikanischer Botschafter in Bogotá 10. August 1949 bis 1. Januar 1951        | Manuel Maples Arce              |
| Manuel Maples Arce                             | mexikanischer Botschafter in Santiago de Chile 4. April 1951 bis 9. März 1953 | José de Jesús Núñez y Domínguez |
| José de Jesús Núñez y Domínguez                | mexikanischer Botschafter in Tegicigalpa 1. Juli 1953 bis 4. Oktober 1954     | César Enrique Garizurieta       |